# Manteomasiphya brasiliensis
Manteomasiphya brasiliensis är en tvåvingeart som beskrevs av Guimaraes 1966. Manteomasiphya brasiliensis ingår i släktet Manteomasiphya och familjen parasitflugor. Inga underarter finns listade i Catalogue of Life.